# Пинтадо, Брайан
Бра́йан Даниэ́ль Пинта́до (исп. Brian Daniel Pintado Álvarez; род. 29 июля 1995, Куэнка) — эквадорский легкоатлет, специалист по спортивной ходьбе. Выступает за сборную Эквадора по лёгкой атлетике, олимпийский чемпион 2024 года, серебряный призёр чемпионата мира 2023 года, чемпион панамериканских игр 2019 года, участник летних Олимпийских игр 2016, 2020 и 2024 годов.

## Биография
Брайан Пинтадо родился 29 июля 1995 года в городе Куэнка.
В 2016 году благополучно прошёл отбор на Олимпийские игры в Рио-де-Жанейро — здесь в ходьбе на 20 км показал результат 1:23:44, расположившись в итоговом протоколе соревнований на 37-й строке.
В 2019 году стал победителем в спортивной ходьбе на 20 километров на Панамериканских играх, которые прошли в столице Перу, городе Лиме. Дистанцию он преодолел за 1:21:51.
Принимал участие в Олимпийских играх 2020 года в Токио — в ходьбе на 20 км с результатом 1:22:54 стал двенадцатым.
В 2023 году на чемпионате мира по лёгкой атлетике, который состоялся в Будапеште, эквадорский атлет, в спортивной ходьбе на 35 километров, с результатом 2:24:34 и рекордом континента стал вице-чемпионом мира.
На летних Олимпийских играх 2024 года в Париже, эквадорский атлет завоевал золотую олимпийскую медаль, преодолев дистанцию в 20 километров за 1:18:55.